# محمد حنفیه
محمد بن علی بن ابی طالب یا محمد حنفیه (۸۱–۱۵ق) (۷۰۰–۶۳۷م) پسر سوم علی بن ابی طالب بود. وی در دوران حکومت علی در کوفه جزو همراهان او بود و در جنگ صفین و جنگ جمل شرکت داشت.

## زندگی
وی در مدینه متولد گردید. مادرش کنیزی به نام خوله بنت جعفر از قبیله بنی‌حنیفه بود که در جنگ یرموک اسیر و توسط علی خریداری شد که پس از وفات فاطمه با وی ازدواج نمود

## واقعهٔ کربلا
هنگامی که حسین در مکه در فکر لشکرکشی به سوی کوفه بود که به واقعه کربلا انجامید، محمد بن حنفیه با اشاره به اینکه مردم کوفه قبلاً به پدرشان علی و برادرشان حسن بن علی خیانت کرده‌اند، به او توصیه کرد که نرود. او گفت که می‌ترسم به حسین نیز خیانت کنند. حسین پاسخ داد اگر در مکه بمانم، یزید مرا در آنجا می‌کشد و حرمت شهر مقدس را زیر پا می‌گذارند. محمد بن حنفیه از او خواست که به جای آن به یمن برود، جایی که او می‌تواند به‌طور نامحدود از تعقیب لشکریان فرار کند. روز بعد حسین پاسخ داد که جدش محمد در خواب بر او ظاهر شده و از او خواسته‌است که این سفر را انجام دهد.

## پس از واقعه کربلا
پس از واقعه کربلا علی بن حسین (زین العابدین سجاد) جوان عزلت پیشه کرد و به دعوت مختار برای خونخواهی از پدرش اعتنایی نکرد پس مختار به نام محمد بن حنفیه به سال (۶۸۵م ۶۶ق) در کوفه قیام کرد.
در مناسک حج سال ۶۸۸م ۶۹ق، چهار مرد با ادعای ریاست مسلمین پیروان خود را همراهی کردند. محمد بن حنفیه، رهبر شیعیان عبدالله بن زبیر حاکم مکه عبدالملک بن مروان رهبر بنی امیه و نجد بن امیر حنفی رهبر خوارج.
محمد در ۶۹۲م ۷۳ق به دمشق رفت و با عبدالملک بن مروان بیعت کرد
در منابع، علت بی تمایلی وی به نهضت‌های مذهبی، اعتقادش مبنی بر اینکه نه مردم، بلکه خداوند حافظ حقوق آل علی است ذکر شده‌است. اما دانشنامه اسلام بر این باور است که دلیل این امر بدون شک عدم ریسک پذیری وی و کمبود اعتماد به نفسش است که این ویژگی در بعضی از افراد خاندان علی دیده می‌شود.

## رابطه با مختار
مختار ثقفی قیامی را (۶۸۵م ۶۶ق) برای احقاق حقوق بنی‌هاشم سامان داد، محمد محتاطانه عمل کرد و لقب مهدی را که این گروه به وی دادند رد کرد. وی توجهی به مختار نداشت با این حال به خاطر خطراتی که وی را احاطه کرده بود و تصمیماتی که در ذهن داشت، مایل نبود که رابطه با مختار را از دست بدهد. وقتی گروهی از مردم کوفه پیش وی می‌آمدند و در مورد مختار از وی کسب تکلیف می‌نمودند، وی پاسخی دیپلماتیک به آنان می‌داد و صریحاً وی را رد یا تأیید نمی‌نمود. اما با این حال، آنان از عدم تصریح محمد مبنی بر رد مختار، استنباط کردند که وی با مختار موافق است. محمد پس از شنیدن اخبار خون‌خواهی مختار و کشتن قاتلان حسین، با عمل وی موافق نبود. اما وقتی که ابن زبیر دشمنی اش را با وی بیشتر آشکار کرد و او و برخی از بنی‌هاشم مانند عبدالله بن عباس را نزدیک چاه زمزم زندانی کرد، از مختار کمک خواست. مختار که مدت‌ها در پی همین فرصت بود، لشکری را به مکه فرستاد که لشکریان ابن زبیر را غافل‌گیر و محمد و دیگر هاشمیان را به سرعت آزاد نمودند. پس از آزادی ابن‌عباس درخواست کرد که هیچ‌گونه جنگ و خون‌ریزی‌ای بین سپاهیان مختار و سپاهیان آل زبیر صورت نپذیرد تا حرمت شهر امن حفظ گردد.
محمد پس از این دوران به منا و سپس به طائف رفت و آنجا را مکانی آرام برای زندگی خود و خاندانش دید. وی دیگر با مختار رابطه‌ای نداشت تا اینکه نهضت مختار در سال ۶۷ هجری/۷–۶۸۶ میلادی سقوط کرد. با وجود تهدیدهای ابن زبیر و نامه‌های ملایمت‌آمیز عبدالملک بن مروان و با وجود اینکه به وی پیشنهاد شد که به جایی غیر از حجاز و شام برود و در آنجا زندگی آرامی داشته باشد، وی قبول خلافت هر کس را منوط به اجماع امت بر سر آن شخص دانست. در سال ۶۸ هجری/۶۸۸ میلادی وی در حجی شرکت جست که در آن آل زبیر، آل امیه و خوارج نیز حضور داشتند و سربازان هر گروه، ضامن امنیت و عدم خون‌ریزی بودند. پس از سقوط آل زبیر در سال ۷۳ هجری/۶۹۲ میلادی، آرزوی محمد مبنی بر اجماع امت بر سر خلیفه محقق گردید و وی عبدالملک بن مروان را به رسمیت شناخت و در سال ۷۸ هجری/ ۸–۶۹۷ میلادی به دمشق به دیدارش رفت. پس از آن محمد به مدینه آمد و در آنجا در سال ۸۱ هجری/۱–۷۰۰ میلادی درگذشت.

## مرگ و مهدویت
وی در سال ۷۰۰م ۸۱ق در مدینه درگذشت و پس از آن عقیده‌ای شکل گرفت که او نمرده‌است بلکه در انزوا در کوه رضوا در نزدیکی مدینه زندگی بسر می‌برد و توسط حیوانات وحشی محافظت و تغذیه می‌گردد و در وقت مناسب از جانب خدا برای برقراری عدالت بازخواهد گشت.

## جانشینی او
پس از مرگ محمد بن حنفیه، پسرش ابوهاشم حنفیه ادعای امامت کرد. پس از مرگ او، عباسیان ادعا کردند که ابوهاشم در بستر مرگ، پسر عموی دور خود، محمد بن علی بن عبدالله بن عباس  را به امامت معرفی کرده. پسر این مرد، عبدالله همان سفاح، اولین خلیفه عباسی شد و تشیع را که عموی بزرگ او محمد بن حنفیه را به عنوان امام شناخته بودند رد کرد و از اینجا درگیری عباسیان با امامان شیعه آغاز شد. پسر دیگر او منصور دوانقی دومین خلیفه عباسی شد.